# Labinot Mal
Labinot Mal là một xã trong quận Elbasan thuộc hạt Elbasan, Albania. Dân số năm 2005 là 6851 người.